# Vogelsberg
Vogelsberg je šumovito srednje visoko brdsko područje u njemačkoj saveznoj državi Hessen.Gorje je osnovan 1956. g., najstariji park prirode u Njemačkoj i vulkanskog podrijetla. Vogelsberg je najveći vulkan srednje europe. Bio je aktivan oko 10 milijuna godina i prostire se ne 2500 km² 
Nalazi se oko 60 km sjeveroistočno od Frankfurta na Majni između gradova Alsfeld, Fulda, Büdingen i Nidda.
Najviši vrh je Taufstein (773 m). 

## Vanjske poveznice
- Naturpark Hoher Vogelsberg, njem.
- Vogelsberg, njem.